# بلومینگدیل (تنسی)
بلومینگدیل(به انگلیسی: Bloomingdale) شهری در ایالت تنسی کشور ایالات متحده آمریکا است که جمعیت آن در سرشماری سال ۲۰۱۰ میلادی، ۹٬۸۸۸ نفر بوده‌است.